# Langdorf TG
| TG ist das Kürzel für den Kanton Thurgau in der Schweiz. Es wird verwendet, um Verwechslungen mit anderen Einträgen des Namens Langdorf zu vermeiden. |

Langdorf ist eine ehemalige Ortsgemeinde in der Munizipalgemeinde Frauenfeld. Langdorf liegt an der Strasse nach Konstanz und ist heute ein Quartier der Stadt Frauenfeld im Schweizer Kanton Thurgau. Am 1. Januar 1919 fusionierte die Ortsgemeinde Langdorf zur Einheitsgemeinde Frauenfeld.

## Name
Langdorf wurde 854 erstmals als Erichinga und 1291 als Langen Erchingen erwähnt.
→ siehe auch Abschnitt Name im Artikel Kurzdorf

## Geschichte
Im Ort wurden keltische und frühmittelalterliche Gräberfelder sowie ein römischer Gutshof entdeckt. Langdorf war ein Königshof. König Arnulf bestätigte Erchingen 889 als Eigen des Klosters Reichenau. Ab dem 13. Jahrhundert umfasste das reichenauische Amt, das von 1536 bis 1798 dem Bischof von Konstanz gehörte, Horgenbach, Langdorf, Oberkirch und Bannhalden. Dessen Amtmann übte das niedere Gericht aus. Langdorf löste 1498 Lehen und 1795 Fall und Lass aus. Die hohe Gerichtsbarkeit übte das Landgericht unter anderem bis 1417 in der Laube in Kurzdorf, 1417 bis 1499 die Stadt Konstanz und von 1499 bis 1798 der eidgenössische Landvogt aus.
Erchingen und Frauenfeld bildeten die zu Reichenau gehörende Pfarrei St. Laurentius in Oberkirch. Nach der Reformation 1529 wurde die Kirche ab 1534 paritätisch genutzt.
| Jahr      | 1831 | 1850 | 1900 | 1910 |
| Einwohner | 442  | 533  | 1142 | 1234 |

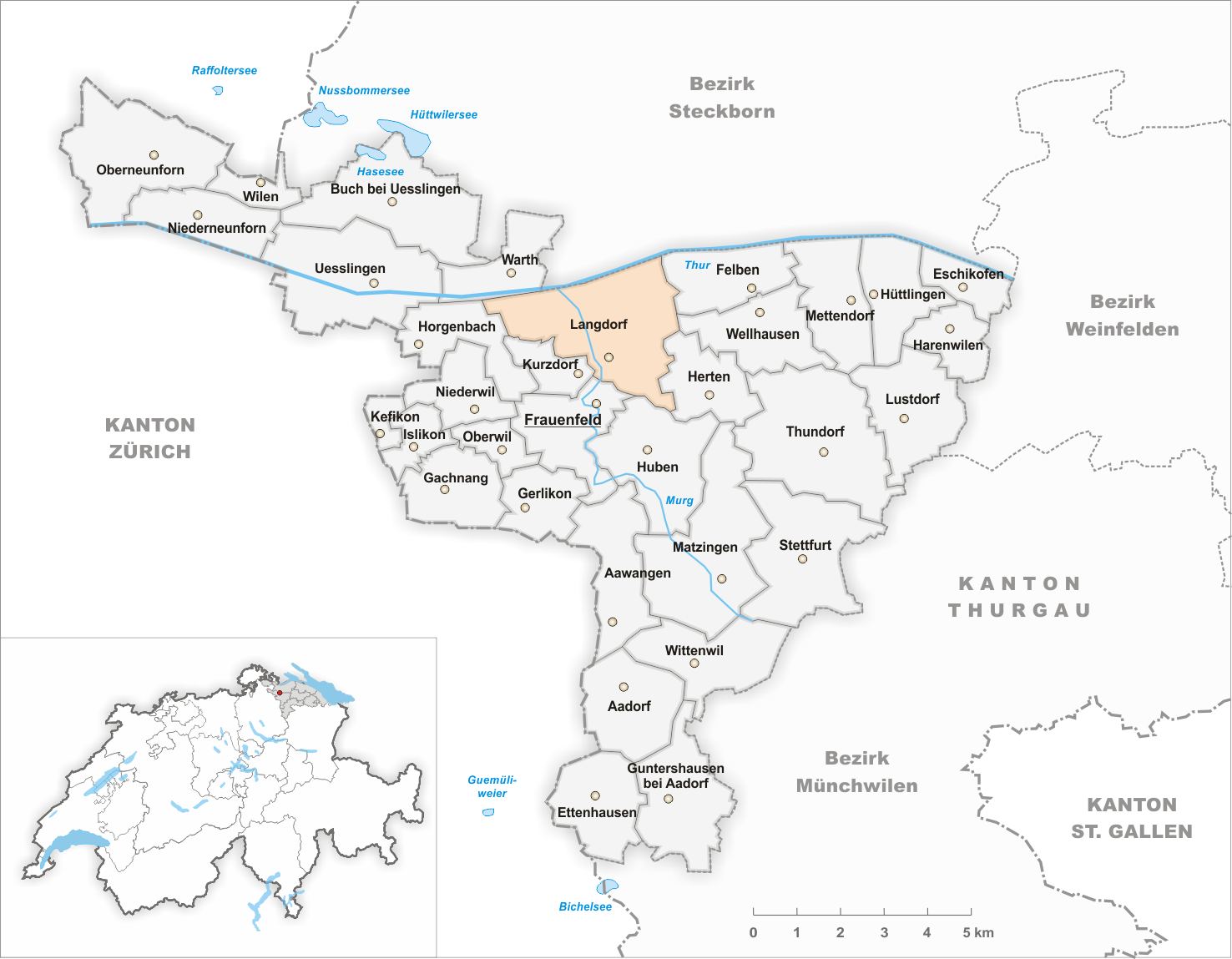
Gemeindestand vor der Fusion im Jahr 1919

Neben Weide- und Graswirtschaft, Wein- und Ackerbau wurde ab etwa 1900 Gartenbau betrieben. In Langdorf gab es ab 1867 eine Ziegelei, ab 1894 eine Schmirgelpapierfabrik, ab 1897 eine Konservenfabrik sowie eine Mosterei und eine Glashütte.

## Sehenswürdigkeiten

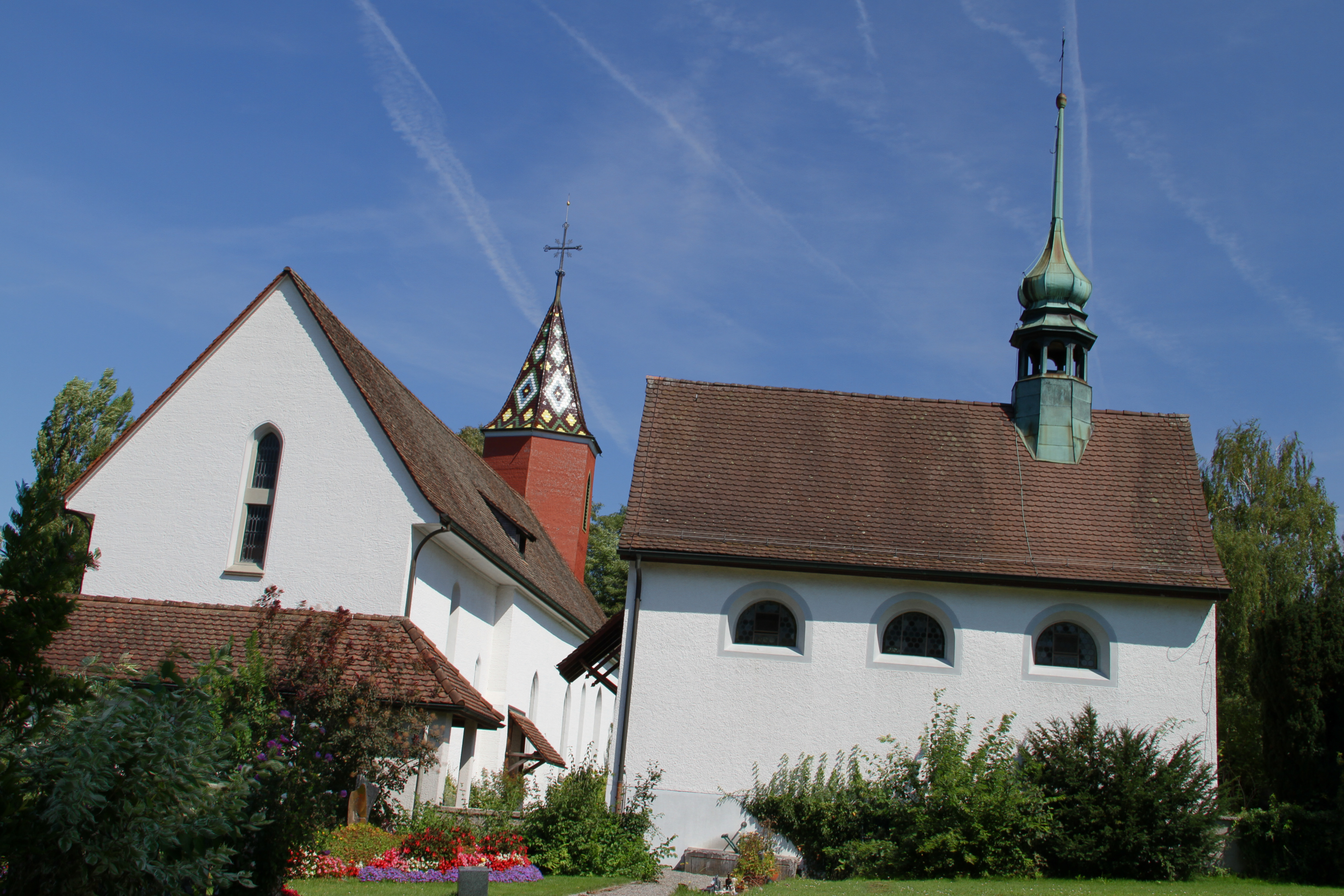
Paritätische Kirche St. Laurenzen mit St.-Anna-Kapelle in Oberkirch
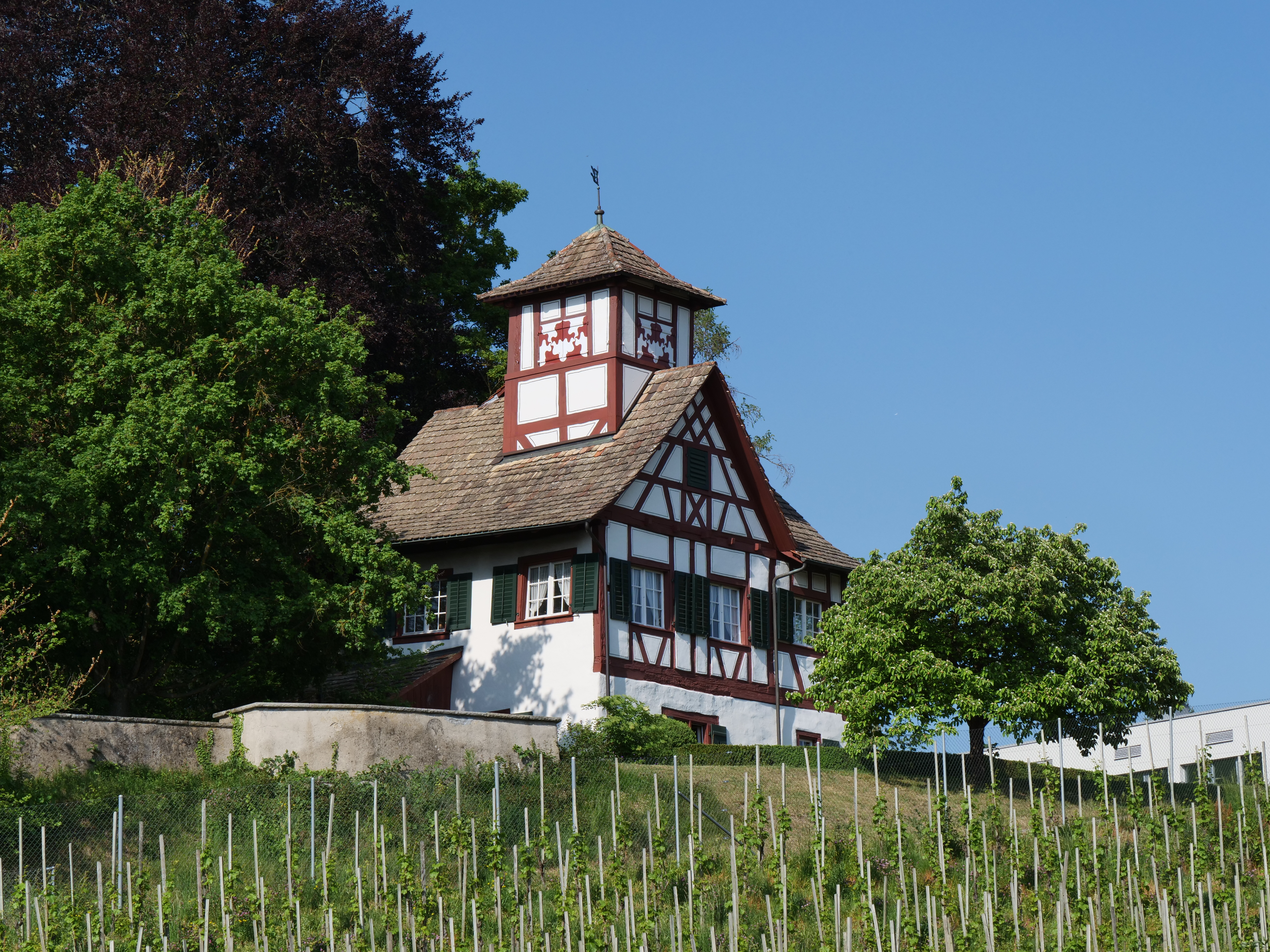
Landsitz Guggenhürli, Kernbau im ersten Obergeschoss um 1574
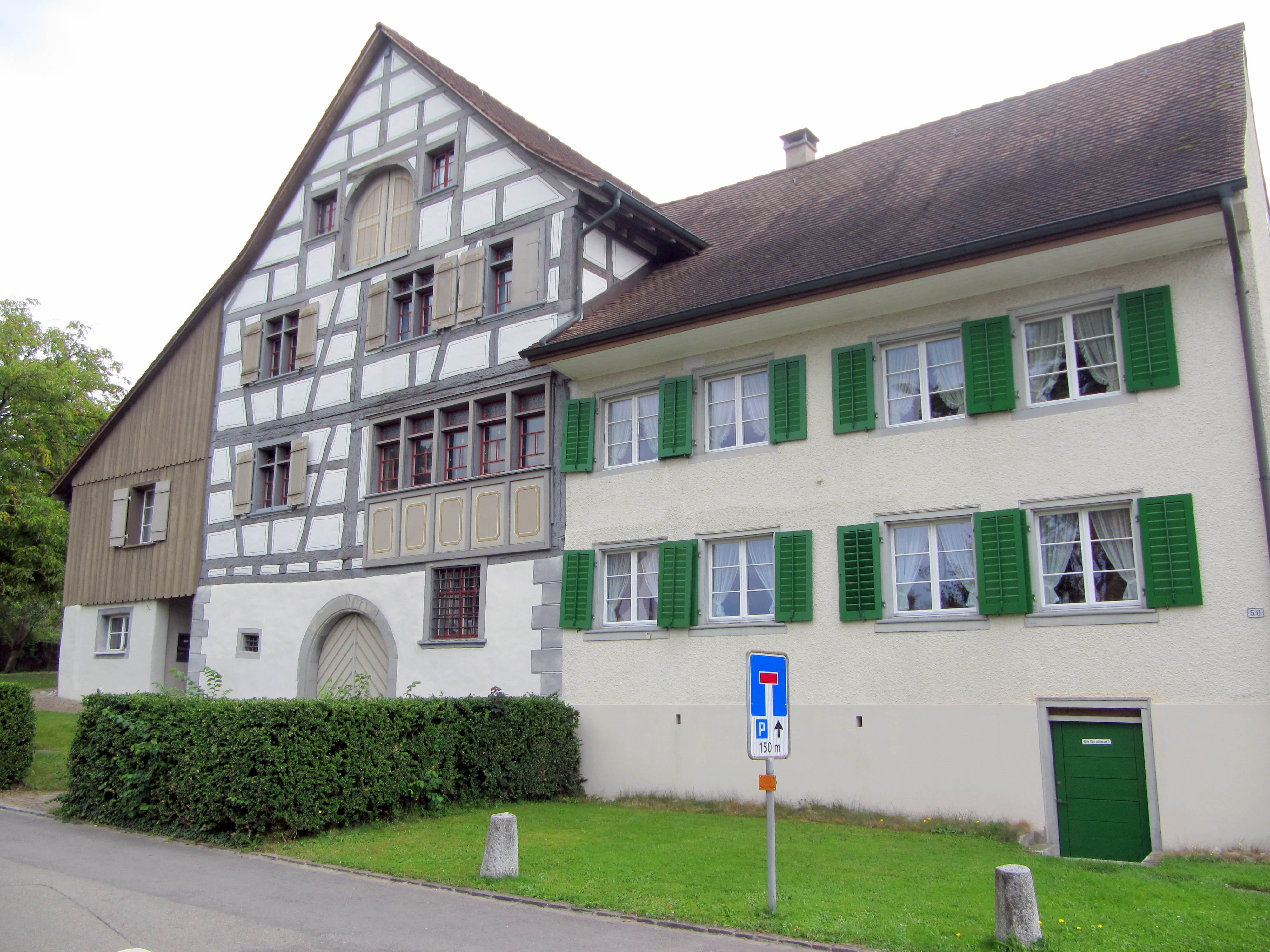
Wohnhaus in Oberkirch

Die abgebildeten Bauten sind in der Liste der Kulturgüter in Frauenfeld aufgeführt.